# Szaniszló
A Szaniszló a szláv Stanislav férfinévből származik, jelentése: állhatatosság, szilárdság + dicsőség. Női változata a Szaniszla.

## Gyakorisága
Az 1990-es években szórványos név, a 2000-es években nem szerepel a 100 leggyakoribb férfinév között.

## Névnapok
- április 11.[2]
- május 7.[2]
- november 13.[2]

## Idegen nyelvi megfelelői
- Lengyel: Stanisław
- Spanyol: Estanislao
- Litván: Stanislovas

## Híres Szaniszlók
- Szent Szaniszló (Św. Stanisław ze Szczepanowa) krakkói püspök, vértanú, Lengyelország védőszentje
- Stanisław Dziwisz krakkói főpüspök, bíboros, Karol Wojtyła, majd II. János Pál pápa személyi titkára
- I. Szaniszló lengyel király (Stanisław Leszczyński)
- Puchner Antal Szaniszló császári és királyi lovassági tábornok
- Stanisław Lem lengyel sci-fi-író
- Stanislaw Moniuszko lengyel zeneszerző
- Stanisław Ulam lengyel-amerikai matematikus, fizikus
- Stanislas Wawrinka svájci teniszező
- Stanisław Worcell lengyel politikus, publicista

## Szaniszlók az irodalomban
- Kecskéssy Szaniszló[5] Aszlányi Károly Szélhámosok című regényének egyik szereplője.
- Krystyna Boglar: Szaniszló király órája (Delfin könyvek)
- Kálnoky László Homálynoky Szaniszló történetei[6] (versciklus)